# Pleuranthodium piundaundensis
Pleuranthodium piundaundensis  (лат.) — вид однодольных растений рода Pleuranthodium семейства Имбирные (Zingiberaceae). Под текущим таксономическим названием был описан британской учёной-ботаником Роузмари Маргарет Смит в 1991 году.

## Распространение, описание
Эндемик Папуа — Новой Гвинеи. Типовой экземпляр собран в долине Пиундаунде (местность Комбугомамбуно, остров Новая Гвинея).
Гемикриптофит либо корневищный геофит.

## Синонимы
Синонимичные названия:
- Riedelia piundaundensis P.Royenbasionym
- Psychanthus piundaundensis (P.Royen) R.M. Sm.